# Marathon van Honolulu 2010
De marathon van Honolulu 2010 vond plaats op 12 december 2010 in Honolulu. Het was de 38e editie van deze marathon. 
Bij de mannen won de Keniaan Nicholas Chelimo in 2:15.18 en bij de vrouwen was de Ethiopische Belainesh Zemedken het snelste in 2:32.13.
In totaal finishten er 20.413 marathonlopers, waarvan 10.585 mannen en 9828 vrouwen.

## Uitslagen

### Mannen
| rang   | naam               | land | tijd    |
| ------ | ------------------ | ---- | ------- |
| Goud   | Nicholas Chelimo   | KEN  | 2:15.18 |
| Zilver | Richard Limo       | KEN  | 2:17.18 |
| Brons  | Solomon Bushendich | KEN  | 2:19.54 |
| 4      | Gilbert Kirwa      | KEN  | 2:20.58 |
| 5      | Jimmy Muindi       | KEN  | 2:22.34 |
| 6      | Mbarak Hussein     | USA  | 2:22.37 |
| 7      | Nicholas Stanko    | USA  | 2:27.25 |
| 8      | Makoto Ogura       | JPN  | 2:30.20 |
| 9      | Kenichiro Koide    | JPN  | 2:33.29 |
| 10     | Masayuki Miwa      | JPN  | 2:34.51 |

### Vrouwen
| rang   | naam               | land | tijd    |
| ------ | ------------------ | ---- | ------- |
| Goud   | Belainesh Zemedken | ETH  | 2:32.13 |
| Zilver | Svetlana Zacharova | RUS  | 2:33.01 |
| Brons  | Kaori Yoshida      | JPN  | 2:39.02 |
| 4      | Misiker Mekonen    | ETH  | 2:41.08 |
| 5      | Eri Hayakawa       | JPN  | 2:42.12 |
| 6      | Eri Okubo          | JPN  | 2:47.14 |
| 7      | Megumi Oshima      | JPN  | 2:57.20 |

1973 ·
1974 ·
1975 ·
1976 ·
1977 ·
1978 ·
1979 ·
1980 ·
1981 ·
1982 ·
1983 ·
1984 ·
1985 ·
1986 ·
1987 ·
1988 ·
1989 ·
1990 ·
1991 ·
1992 ·
1993 ·
1994 ·
1995 ·
1996 ·
1997 ·
1998 ·
1999 ·
2000 ·
2001 ·
2002 ·
2003 ·
2004 ·
2005 ·
2006 ·
2007 ·
2008 ·
2009 ·
2010 ·
2011 · 
2012 · 
2013 ·  
2014 ·  
2015 ·  
2016 ·  
2017